# Districte municipal d'Ignalina
El Municipi d'Ignalina (en lituà: Ignalinos rajono savivaldybė) és un dels 60 municipis de Lituània, situat dins del comtat d'Utena, i que forma part de la regió d'Aukštaitija. La capital del municipi és la ciutat homònima.

## Estructura
Estructura Districte:
- 2 ciutats - Dūkštas i Ignalina;
- 3 pobles - Mielagėnai, Rimšė i Tverečius;
- 726 llogarets

Poblacions més grans (2001)
- Ignalina – 6591
- Didžiasalis – 1744
- Vidiškės – 1084
- Dūkštas – 1070
- Kazitiškis – 383
- Strigailiškis – 334
- Naujasis Daugėliškis – 313
- Kaniūkai – 307
- Mielagėnai – 286
- Rimšė – 274

## Natura i geografia

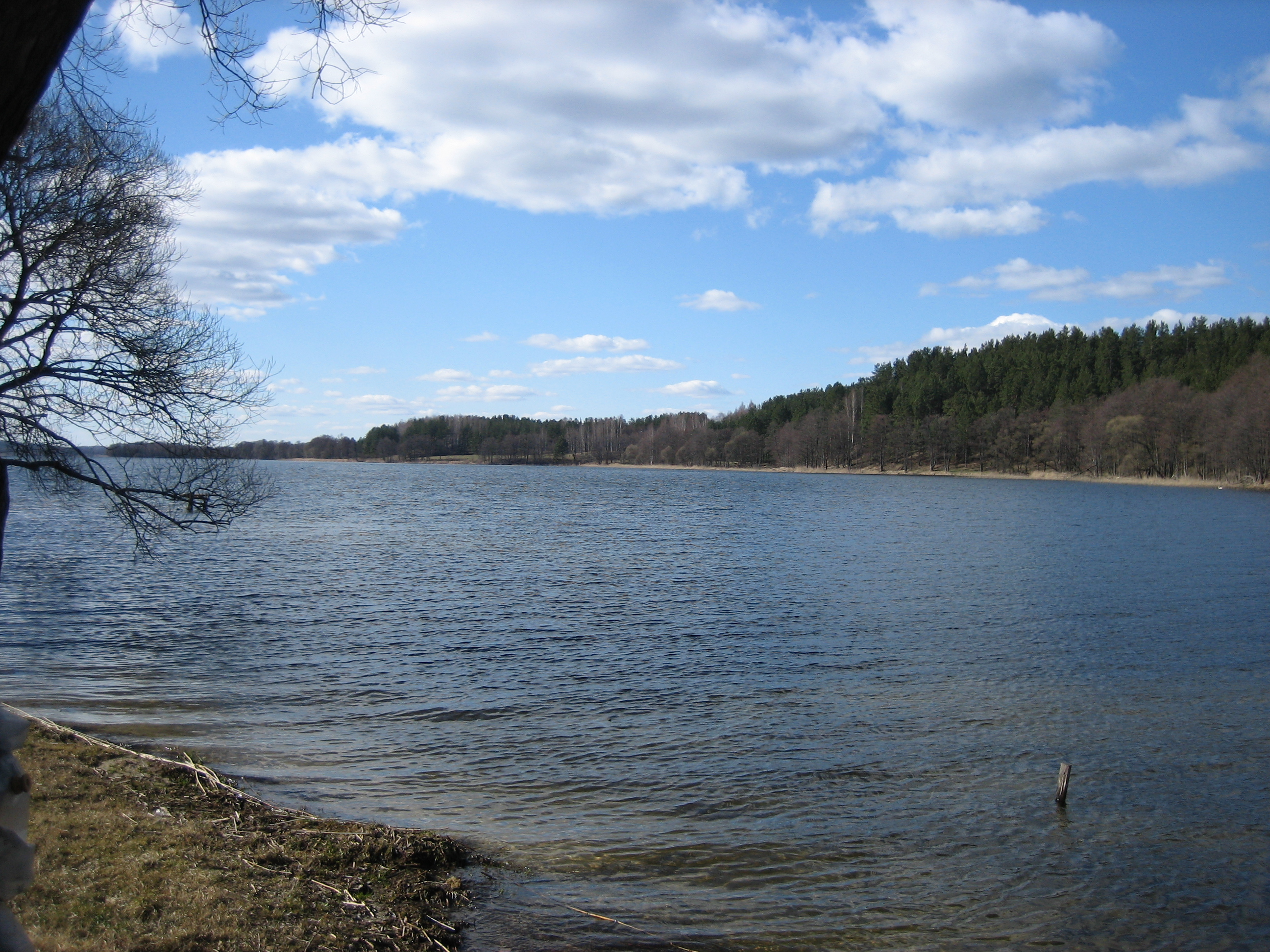
Lūšiai
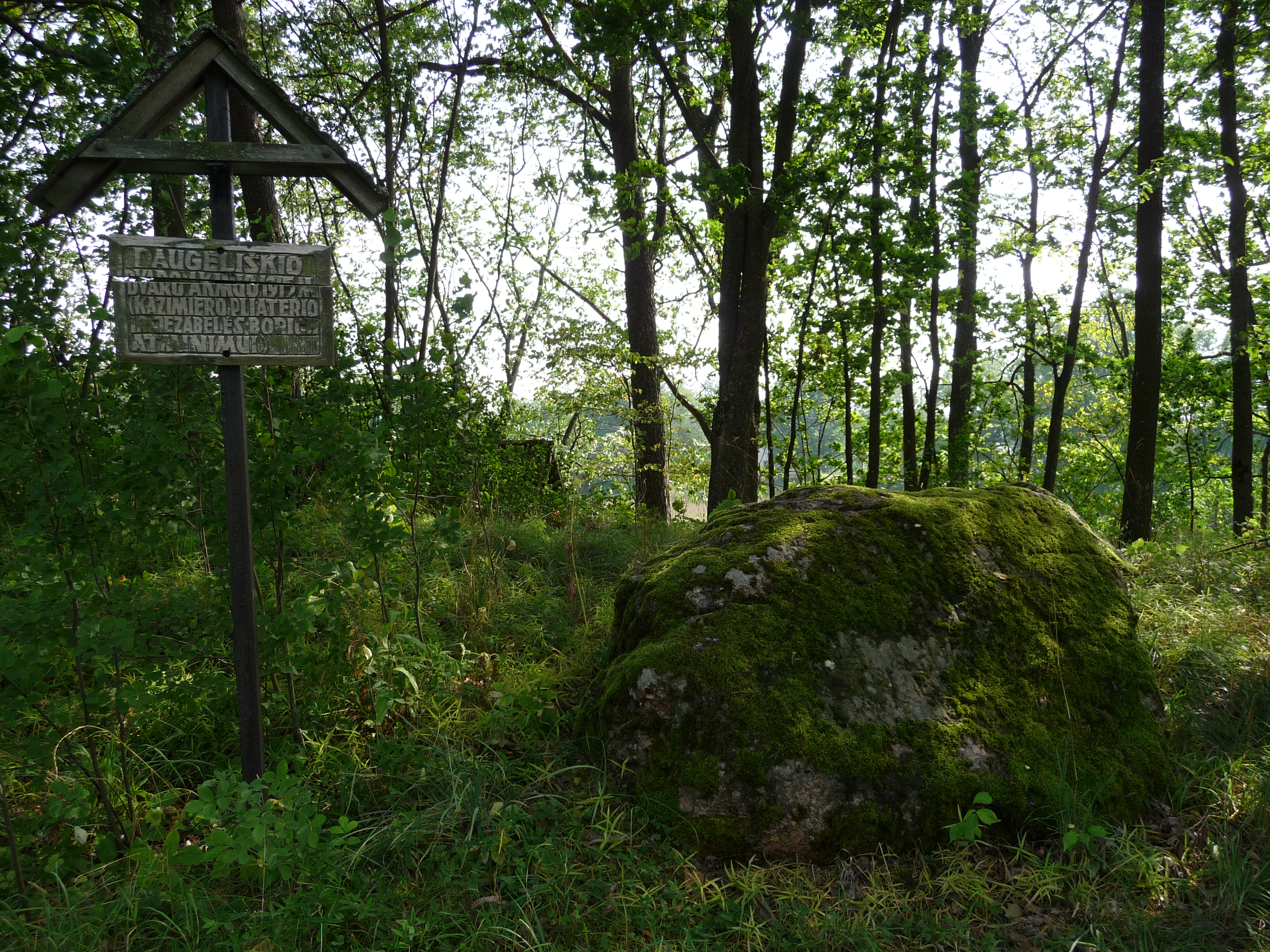
Rock of Pliateriai
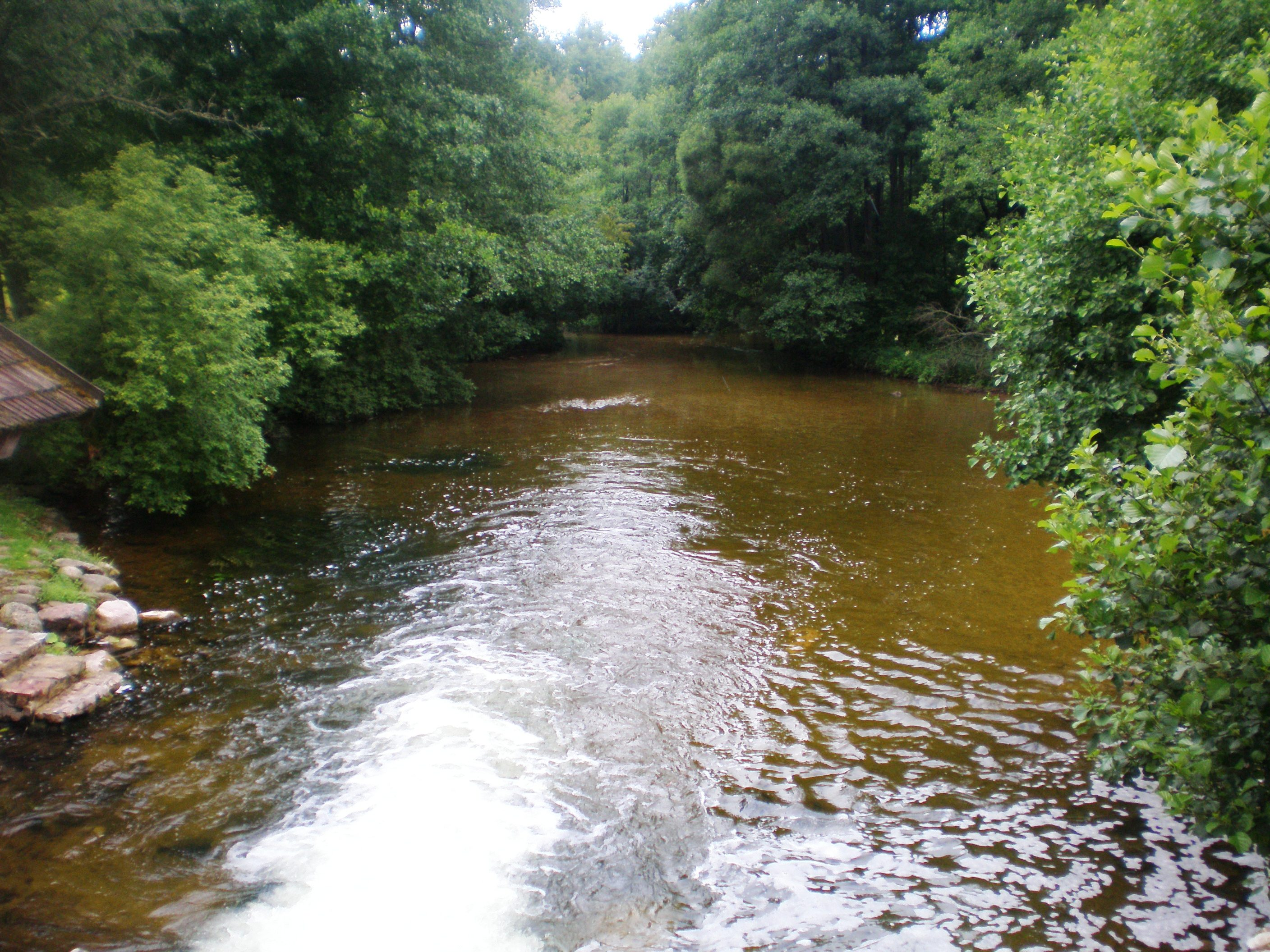
Srovė